# Maria de Brabant

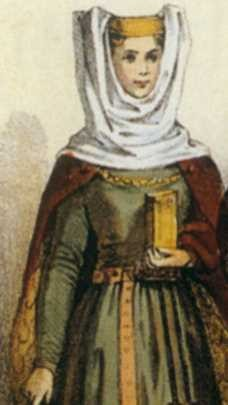
Maria de Brabant

Maria de Brabant (Lovaina, Ducat de Brabant 1254 i morta a Les Mureaux 12 de gener de 1321), fou infanta de Brabant i reina consort de França (1274-1285). Filla d'Adelaida de Borgonya i del duc Enric III de Brabant. Era neta per línia materna d'Hug IV de Borgonya així com germana de Robert II de Borgonya. El 27 d'agost de 1274 es casà a Vincennes amb el rei Felip III de França, convertint-se en la segona esposa d'aquest. D'aquest matrimoni naixerien tres fills:
- Margarida de França (1275-1317), casada el 1299 amb Eduard I d'Anglaterra[3]
- Lluís d'Evreux (1276-1319), comte d'Evreux[4]
- Blanca de França (1278-1305), casada el 1299 amb Rodolf III d'Àustria[3]

Per la seva influència, Felip III es va implicar en els assumptes angevins i va entrar en conflicte amb la Corona d'Aragó. Fou acusada d'haver enverinat el fill primogènit del seu marit amb la seva primera esposa, Elisabet d'Aragó. Després de la mort del rei Felip el 1285 es va retirar en un convent proper a la ciutat de Meulan (Illa de França) on va morir el 1321.

## En les arts
- Maria di Brabante, òpera seria italiana (melodrama heroic en 2 actes), llibret de Gaetano Rossi i música d'Albert Guillion (de)[15], estrenada el 25 de febrer de 1830 a La Fenice de Venècia, amb Rosalbina Carradori Allan en el paper de Maria.[5][6]